# Oenanthe bottae
La collalba de Botta (Oenanthe bottae) es una especie de ave paseriforme de la familia Muscicapidae, endémica de las montañas del suroeste de Arabia y el Cuerno de África. Su nombre conmemora al naturalista y diplomático italiano Paolo Emilio Botta. Anteriormente se incluía en esta especie a la collalba de Heuglin (O. heuglini), pero ahora se consideran especies separadas.

## Descripción
Se parece a la collalba gris, pero de tonos más claros y de menor tamaño. Sus partes superiores son pardo grisáceas, su pecho es de color canela, y tiene la garganta y el vientre blancos. Las plumas de la cola tienen la base blanca y una ancha franca negra terminal.

## Distribución y hábitat
Se encuentra en las montañas del suroeste de Arabia, el suroeste de Arabia Saudí y Yemen, además de Eritrea y Etiopía. Su hábitat natural son los herbazales montanos subtropicales. Es más abundante por encima de los 1800 m s. n. m.